# چارلز آمبلر
چارلز آمبلر (انگلیسی: Charles Ambler) (۱۳ اوت ۱۸۶۸–۱۹۵۲) بازیکن فوتبال اهل بریتانیا بود.
از باشگاه‌هایی که در آن بازی کرده‌است می‌توان به باشگاه فوتبال لوتون تاون، باشگاه فوتبال آرسنال، و باشگاه فوتبال وستهام یونایتد، باشگاه فوتبال تاتنهام هاتسپر، باشگاه فوتبال دارتفورد، باشگاه فوتبال میلوال، باشگاه فوتبال جیلینگام، باشگاه فوتبال آرسنال، و باشگاه فوتبال تاتنهام هاتسپر اشاره کرد.